# Tekle Hajmanot II
Tekle Hajmanot II (gyyz: ተክለ ሃይማኖት, co oznacza Owoc Wiary, imię tronowe Admas Seged III, gyyz: አድማስ ሰገድ, co znaczy ten któremu kłania się widnokrąg, ur. 1754, zm. 7 września 1777) – cesarz Etiopii od 18 października 1769 do 13 kwietnia 1777 roku. Był członkiem dynastii Salomońskiej. Urodził się na górze Uehni Amba. Jego ojcem był Jan II, a matką uejzero Sanczewijar.

## Życiorys
Tekle Hajmanot II został cesarzem Etiopii po śmierci swojego ojca Jana II, który został zamordowany przez rasa Mikaela Syula – de facto rządzącego w tym czasie krajem. Tekle Hajmanot razem z rasem Mikaelem, dziewiątego grudnia 1769 wygrał w bitwie pod Fagettą z uzurpatorem Fasilem z Damot. We wrześniu 1770 młody cesarz stracił tron w czasie, gdy ras Mikael opuścił stolicę Gondar i udał się do prowincji Tigraj. Susnyjos II został zamiast niego wyniesiony na tron przez innego wojennego wodza, ale został szybko obalony, gdy Mikael Syul powrócił do Gondaru 23 grudnia 1770. W czasie powrotu ras zabił trupę wędrownych aktorów, drwiących z niego podczas przedstawienia. W maju 1771 Syul został pokonany w trzech bitwach pod Sarbakussą. Następnie powrócił do Gondaru, ale tam czwartego czerwca otoczyły go wojska Uanda Beuessena. Uwięził on rasa Mikaela na okres roku, zaś później odesłał go do Tigraj, gdzie spędził ostatnie lata życia jako gubernator prowincji. Cesarz Tekle Hajmanot próbował uniknąć losu swojego opiekuna. Na jego szczęście rządy Beuessena trwały krótko. Pokonał go sojusz złożony z Fasila, rasa Goszu, dedżazmacza Hajlu Eszte i Czeczeto. Przez następne lata Tekle Hajmanot uwikłany był w rozgrywki toczone pomiędzy tymi arystokratami. Następnie Uand Beuessen sprowadził z Uehni Amba brata cesarza – Tekle Gijorgisa I, aby mianować go nowym władcą. Hajmanot pokonał go jednak pod Emakiną i wprowadził Tekle Gijorgisa z powrotem do królewskiego więzienia na górze Uehni Amba. Zmęczony ciągłymi walkami o władzę pomiędzy etiopskimi arystokratami, Tekle Hajmanot zrzekł się tronu w 1777 roku. Bezpośrednim powodem był brak poparcia dla rządów cesarza ze strony Beuessena, Kyffu Adjama, oraz Hajle Josadika. Po abdykacji został mnichem i żył jako pustelnik w Ueldebbie, gdzie zmarł kilka miesięcy później.

## Relacja Jamesa Bruce'a
Szkocki podróżnik James Bruce, który przebywał w Etiopii od września 1769 do grudnia 1771 tak opisał cesarza Tekle Hajmanota II: 

Był księciem o najdostojniejszej sylwetce, wysokim jak na swój wiek, raczej chudym i o najbielszym odcieniu abisyńskiego koloru skóry, charakterystycznym dla książąt, którzy urodzili się na górze [Bruce ma na myśli górę Uehni Amba]. Nie miał aż tak ciemnej cery. Podobna była ona raczej do karnacji Neapolitańczyków, czy Portugalczyków. Miał niezwykle zgrabne czoło, oraz duże czarne oczy. Miały one w sobie jednak coś nadzwyczaj surowego. Posiadał prosty, raczej duży nos, wąskie wargi, małe usta, bardzo białe zęby i długie włosy. Jego rysy twarzy nawet w Europie mogłyby uchodzić za szlachetne. [Tekle Hajmanot] szczególnie dbał o swoje włosy. Przystrajał je na setki różnych sposobów. [...] Posiadał doskonałe rozeznanie i roztropność jak na swój wiek. Przemawiał naturalnie i bardzo ciepło. Jego głos był idealnie stonowany, ale [cesarz] nigdy nie dawał wystąpień publicznych. Całkowicie podzielał poglądy rasa Michaela i był zwolennikiem wymaszerowania przeciwko Fasilowi, podczas gdy jego ojciec [Jan II] był temu przeciwny

## Występowanie w kulturze
- Postać Tekle Hajmanota II pojawiła się we francuskim serialu animowanym pod tytułem Byli sobie odkrywcy w odcinku zatytułowanym "Bruce i źródła Nilu". Został tam ukazany zgodnie z opisem wyglądu, przedstawionym przez Bruce'a w jego relacji, choć nazywany jest "królem", zamiast "cesarzem"[3].
- Tekle Hajmanot II był fundatorem siedmiu kościołów. Najważniejszym z nich był kościół Beyde Marjam, wzniesiony w 1775.